# Ján Šimko
Ján Šimko (10. srpna 1921 Moravské Lieskové – 15. září 1942 Biskajský záliv) byl slovenský radiotelegrafista a palubní střelec 311. československé bombardovací perutě a oběť druhé světové války.

## Život

### Před druhou světovou válkou
Ján Šimko se narodil 10. srpna 1921 v Moravském Lieskovém ve slovenském podhůří Bílých Karpat v rodině zemědělce. Vystudoval zemědělskou školu. Zalíbilo se mu letectví a chtěl se přihlásit do projektu 1000 nových pilotů republice organizovaném Masarykovou leteckou ligou, ale otec mu to nedovolil.

### Druhá světová válka
Po rozpadu Československa odešel Ján Šimko v červenci 1939 ze Slovenska do Francie, kde 17. prosince 1939 vstoupil do zde vznikající československé zahraniční jednotky. Umístěn byl postupně v táborech v Briey a Bar-le-Duc. Po pádu Francie v červnu 1940 se přes Gibraltar evakuoval do Spojeného království. Zde byl přijat do Royal Air Force a následně absolvoval radiotelegrafický a střelecký kurz. V srpnu 1941 byl společně se svým přítelem Jozefem Haladou zařazen k 311. československé bombardovací peruti. Po operačním výcviku se zúčastnil náletů nad nacistické Německo i okupovanou Evropu. Mezi únorem a dubnem 1942 absolvoval devět operačních letů. Po převelení perutě pod pobřežní velitelství se dále zúčastnil 21 protiponorkových patrol. Dne 15. září 1942 se zúčastnil další mise nad Biskajským zálivem. Stroj Vickers Wellington Mk.Ic HD982 KX-Y byl v 17.32 hodin sestřelen dálkovým německým stíhačem Junkers Ju 88C-6 pilotovaným Willim Deuperem asi 200 km od Brestu. Těla posádky nebyla nikdy nalezena a 18. srpna 1943 byli všichni prohlášeni za mrtvé. Dosáhl hodnosti rotného.

## Ocenění

### Vyznamenání
- Československá medaile Za chrabrost před nepřítelem

### Posmrtná cenění
- Ján Šimko byl in memoriam povýšen do hodnosti majora